# Hermanos Nebot

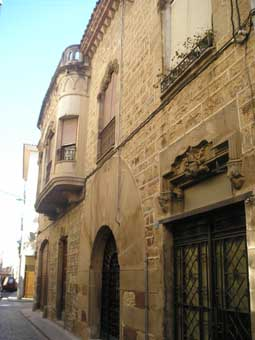
Fachada de la casa de la familia Nebot en Riudoms.

Los hermanos Nebot fueron unos hermanos miembros de un linaje de militares catalanes, conocidos por su participación en la Guerra de Sucesión Española apoyando al archiduque Carlos.
Nacieron en Riudoms, donde se les conoce con el apelativo de Germans Nebot (hermanos Nebot), en la casa conocida como Cal Gallisà en la que aún puede verse su escudo de armas en la fachada. Sus nombres eran Rafael, Joan, Josep, Alexandre y Antoni.

## Los hermanos
- Rafael Nebot i Font (1665 - 1733): era el mayor de los hermanos. Ya era coronel cuando pasó a la causa austriaca. Participó en la campaña que sometió Játiva, Oliva, Gandía y Valencia. En 1706 ocupó Utiel; en 1707 realizó una incursión en el Rosellón; y en 1708 participó en la defensa del Ampurdán contra las fuerzas borbónicas. En 1713 fue nombrado general y participó en los intentos desesperados de defender Barcelona y Cardona. Perdida la guerra y con todas sus propiedades confiscadas, se exilió a Viena donde llegó a ser teniente general de caballería y fue nombrado conde de Nebot.
- Joan Nebot i Font (1667 - ?): era oficial con el grado de teniente. Participó en el verano de 1704 en la toma de Gibraltar por parte de las fuerzas anti borbónicas. Después pasó a Cataluña donde fue nombrado coronel de caballería y consiguió que Tarragona se pronunciara en favor de Carlos de Austria. El 11 de septiembre de 1714 participó en Barcelona en el contraataque que dirigió Rafael Casanova en el que resultó herido. Ocupada Barcelona, escapó a Mallorca y terminó sus días en Viena.
- Josep Nebot Font (1672-?), se unió a su hermano Joan para preparara el levantamiento en favor de Carlos de Austria. En 1706 fue nombrado coronel y defendió Requena. Ocupó Utiel junto a su hermano Rafael. Después pasó a Aragón donde logró derrotar a las tropas borbónicas cerca de Calamocha.

Del resto de hermanos no se conservan tantos datos pero parece ser que también lucharon contra los borbónicos.
Su casa fue expropiada al perder la guerra. Años más tarde fue retornada a sus descendientes. En 1863, la casa fue adquirida por Joan Font y su yerno, Joan Gallisà, abrió en ella una taberna que terminó convirtiéndose en un complejo recreativo con café, baile, teatro, etc. y que acogió asociaciones políticas así como a un sindicato agrícola. Estuvo abierto hasta finales de 1960.
- Datos: Q11019829